# کتی همستد
کتی همستد (انگلیسی: Kathy Hamstead) بازیکن سابق فوتبال اهل انگلستان است.
وی همچنین در تیم ملی فوتبال زنان انگلستان بازی کرده است.